# Copa Korać 1988-89
La Copa Korać 1988-89 fue la decimoctava edición de la Copa Korać, competición creada por la FIBA para equipos europeos que no disputaran ni la Copa de Europa ni la Recopa. Participaron 55 equipos, seis más que en la edición anterior. El campeón fue el Partizan de Belgrado, que lograba su tercer título, derrotando en la final a los italianos del Wiwa Vismara Cantù.

## Primera ronda
| Equipo 1             | Agr.    | Equipo 2              | Ida     | Vuelta |
| -------------------- | ------- | --------------------- | ------- | ------ |
| Trane Castors Braine | 174–175 | Charlottenburg        | 96–100  | 78–75  |
| Olympiacos           | 189–131 | Górnik Wałbrzych      | 91–76   | 98–55  |
| TTL Bamberg          | 212–166 | Massagno              | 118–87  | 94–79  |
| Galatasaray          | 173–171 | Nyon                  | 98–87   | 75–84  |
| Allibert Livorno     | 155–161 | Inter Slovnaft        | 74–75   | 81–86  |
| Panathinaikos        | 161–158 | Hapoel Holon          | 85–65   | 76–93  |
| Regenerin Klagenfurt | 145–231 | Efes Pilsen           | 96–130  | 49–101 |
| Levski-Spartak       | 201–163 | Bajai                 | 113–76  | 88–87  |
| Cuva Houthalen       | 188–190 | Torpan Pojat          | 93–87   | 95–103 |
| Sparta Bertrange     | 140–196 | Manchester Eagles     | 68–93   | 72–103 |
| Assubel Mariembourg  | 158–157 | Nantes                | 88–81   | 70–76  |
| Tofaş                | 127–126 | Szolnoki Honvéd       | 72–62   | 55–64  |
| VŠ Praha             | 170–199 | Wiwa Vismara Cantù    | 79–93   | 91–106 |
| MIM Livingston       | 164–166 | Direktbank Den Helder | 87–93   | 77–73  |
| Racing Paris         | 172–166 | Bayer 04 Leverkusen   | 83–80   | 89–86  |
| Birmingham Bullets   | 156–192 | CajaCanarias          | 84–96   | 72–96  |
| Maes Pils            | 171–170 | Benfica               | 83–75   | 88–95  |
| ASVEL                | 161–218 | PAOK                  | 83–93   | 78–125 |
| Crvena zvezda        | 188–143 | Fenerbahçe            | 101–64  | 87–79  |
| APOEL                | 0–4*    | Spartak Pleven        | 0–2     | 0–2    |
| Bellinzona           | 195–217 | Orthez                | 105–109 | 90–108 |
| Panionios            | 166–170 | Smelt Olimpija        | 88–73   | 78–97  |
| Estudiantes Bosé     | 193–146 | Estrelas Avenida      | 100–71  | 93–75  |

*APOEL se retiró antes del partido de ida, por lo que el Spartak Pleven recibió un marcador de 2-0 en ambos partidos.

## Segunda ronda
| Equipo 1              | Agr.     | Equipo 2            | Ida    | Vuelta |
| --------------------- | -------- | ------------------- | ------ | ------ |
| Stroitel              | 188–178  | Charlottenburg      | 106–93 | 82–85  |
| Dinamo Tbilisi        | 188–189  | Olympiacos          | 75–96  | 113–93 |
| TTL Bamberg           | 152–177  | Ram Joventut        | 73–94  | 79–83  |
| Galatasaray           | 131–167  | CAI Zaragoza        | 68–72  | 63–95  |
| Inter Slovnaft        | 172–195  | Hapoel Tel Aviv     | 80–91  | 92–104 |
| Panathinaikos         | 152–167  | Divarese Varese     | 79–76  | 73–91  |
| Efes Pilsen           | 180–208  | Zadar               | 84–123 | 96–85  |
| Levski-Spartak        | 175–218  | Partizan            | 96–90  | 79–128 |
| Torpan Pojat          | 171–220  | Philips Milano      | 88–90  | 83–130 |
| Manchester Eagles     | 157–166  | Assubel Mariembourg | 89–73  | 68–93  |
| Tofaş                 | 159–170  | Wiwa Vismara Cantù  | 87–84  | 72–86  |
| Direktbank Den Helder | 168–161  | Racing Paris        | 83–85  | 85–76  |
| CajaCanarias          | 165–169  | Maes Pils           | 81–72  | 84–97  |
| PAOK                  | 171–171* | Crvena zvezda       | 95–85  | 76–86  |
| Spartak Pleven        | 178–212  | Orthez              | 95–106 | 83–106 |
| Smelt Olimpija        | 161–162  | Estudiantes Bosé    | 96–70  | 65–92  |

*El partido se interrumpió al comienzo de la prórroga. El entrenador del PAOK, Johnny Neumann empujó al árbitro italiano Grosi, dando por finalizado el partido.

## Cuartos de final
Los cuartos de final se jugaron dividiendo los 16 equipos clasificados en cuatro grupos con un sistema de todos contra todos.
|  | El primer clasificado avanza a semifinales |

|    | Equipo              | PJ | Pts | G | P | PF  | PC  | Dif. |
| -- | ------------------- | -- | --- | - | - | --- | --- | ---- |
| 1. | Partizan            | 6  | 12  | 6 | 0 | 536 | 498 | +38  |
| 2. | Divarese Varese     | 6  | 9   | 3 | 3 | 504 | 480 | +24  |
| 3. | Assubel Mariembourg | 6  | 8   | 2 | 4 | 536 | 575 | -39  |
| 4. | Estudiantes Bosé    | 6  | 7   | 1 | 5 | 505 | 528 | -13  |

|    | Equipo          | PJ | Pts | G | P | PF  | PC  | Dif. |
| -- | --------------- | -- | --- | - | - | --- | --- | ---- |
| 1. | Zadar           | 6  | 11  | 5 | 1 | 544 | 493 | +51  |
| 2. | Ram Joventut    | 6  | 10  | 4 | 2 | 546 | 489 | +57  |
| 3. | Hapoel Tel Aviv | 6  | 8   | 2 | 4 | 512 | 538 | -26  |
| 4. | Olympiacos      | 6  | 7   | 1 | 5 | 498 | 580 | -82  |

|    | Equipo         | PJ | Pts | G | P | PF  | PC  | Dif. |
| -- | -------------- | -- | --- | - | - | --- | --- | ---- |
| 1. | Philips Milano | 6  | 12  | 6 | 0 | 577 | 479 | +98  |
| 2. | Crvena zvezda  | 6  | 9   | 3 | 3 | 498 | 541 | -43  |
| 3. | CAI Zaragoza   | 6  | 8   | 2 | 4 | 506 | 528 | -22  |
| 4. | Maes Pils      | 6  | 7   | 1 | 5 | 499 | 532 | -33  |

|    | Equipo                | PJ | Pts | G | P | PF  | PC  | Dif. |
| -- | --------------------- | -- | --- | - | - | --- | --- | ---- |
| 1. | Wiwa Vismara Cantù    | 6  | 11  | 5 | 1 | 597 | 530 | +67  |
| 2. | Stroitel              | 6  | 10  | 4 | 2 | 616 | 554 | +62  |
| 3. | Orthez                | 6  | 9   | 3 | 3 | 569 | 569 | 0    |
| 4. | Direktbank Den Helder | 6  | 6   | 0 | 6 | 470 | 599 | -129 |

## Semifinales
| Equipo 1           | Agr.    | Equipo 2       | Ida   | Vuelta |
| ------------------ | ------- | -------------- | ----- | ------ |
| Partizan           | 163–147 | Zadar          | 75–63 | 88–84  |
| Wiwa Vismara Cantù | 160–151 | Philips Milano | 95–81 | 65–70  |

## Final
| Equipo 1           | Agr.    | Equipo 2 | Ida   | Vuelta |
| ------------------ | ------- | -------- | ----- | ------ |
| Wiwa Vismara Cantù | 171–177 | Partizan | 89–76 | 82–101 |

| 16 de marzo de 1989 | Wiwa Vismara Cantù           | 89–76       | Partizan                     | |  |
|                     | Parciales: 45-35, 44-41      |             |                              | |  |
|                     | Estadísticas Kent Benson, 24 | Reporte Pts | Estadísticas Vlade Divac, 28 | Pabellón: PalaSport Pianella, Cucciago Asistencia: 6.000 espectadores Árbitros: Vicente Sanchís (ESP), Colin Gerrard (ENG) |  |

| 22 de marzo de 1989 | Partizan                     | 101–82      | Wiwa Vismara Cantù              | |  |
|                     | Parciales: 55-43, 46-39      |             |                                 | |  |
|                     | Estadísticas Vlade Divac, 30 | Reporte Pts | Estadísticas Antonello Riva, 36 | Pabellón: Hala Sportova, Belgrado Asistencia: 7.000 espectadores Árbitros: Stavros Douvis (ESP), Reuven Virovnick (ISR) |  |

| Campeón de la Copa Korać 1988–89 |
| -------------------------------- |
| Partizan 3.er título             |